# Kiełpinica
Kiełpinica (do 1945 niem. Schwankenheim) – uroczysko, dawna miejscowość położona w Polsce, w województwie zachodniopomorskim, w powiecie goleniowskim, w gminie Goleniów.
Założona w 1750 roku przez Johanna Schwanka, radcę dworu króla pruskiego Fryderyka II Wielkiego. W 1784 roku we wsi mieszkało 16 rodzin zajmujących się hodowlą i rybołówstwem, zaś na obrzeżu wsi funkcjonował wiatrak. W 1905 roku wieś liczyła 105 mieszkańców. Mocno zniszczona podczas działań wojennych wieś została opuszczona po 1945 roku, pozostałości zabudowań rozebrano. W pobliżu miejscowości zachowały się pozostałości dwóch cmentarzy. Polską nazwę Kiełpinica wprowadzono urzędowo rozporządzeniem Ministrów Administracji Publicznej i Ziem Odzyskanych z dnia 9 grudnia 1947 roku.
W czasie II wojny światowej na północ od wsi znajdowało się stanowisko niemieckiej obrony przeciwlotniczej.

## Stanowisko niemieckiej obrony przeciwlotniczej pod Kiełpinicą

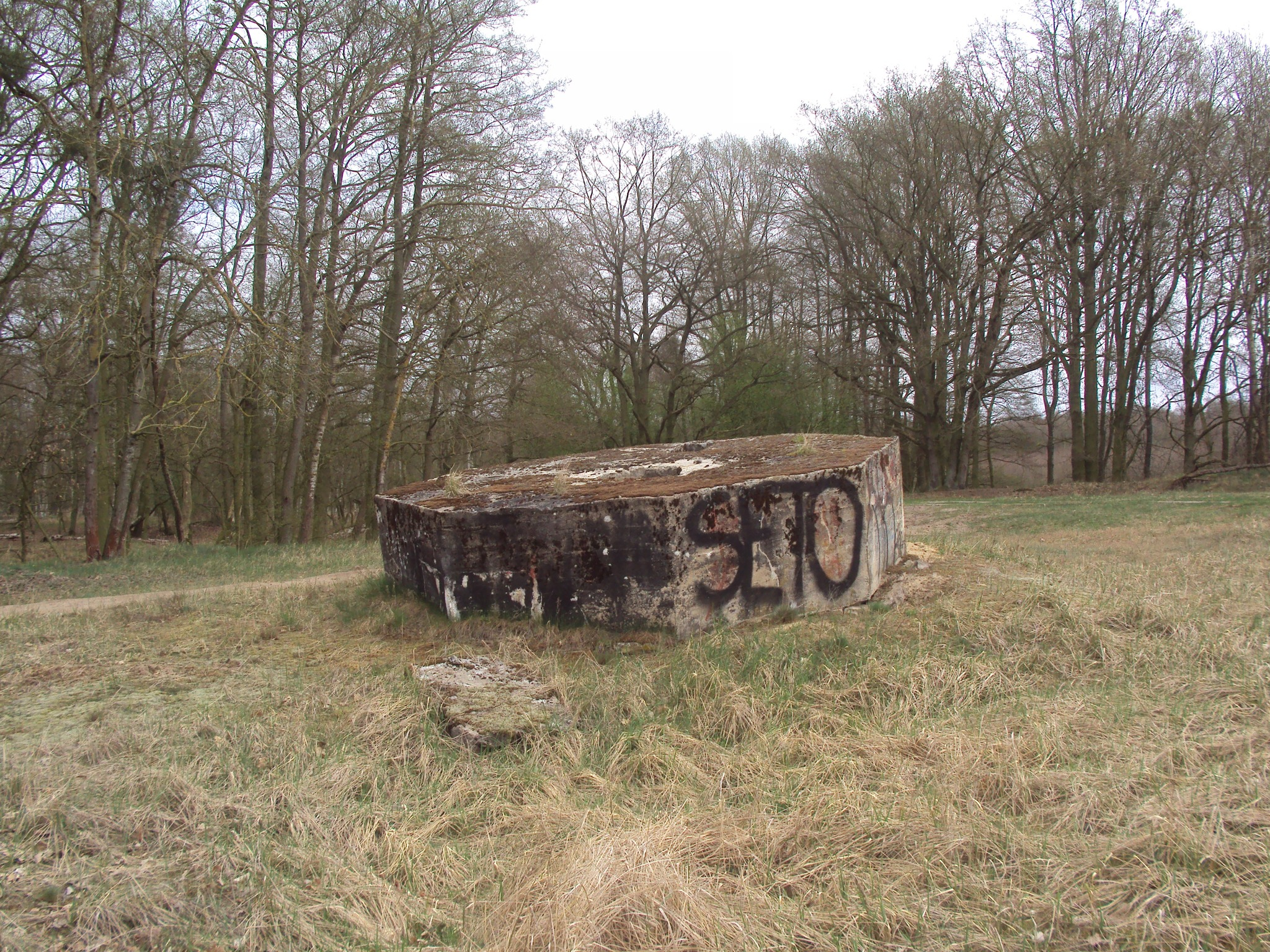
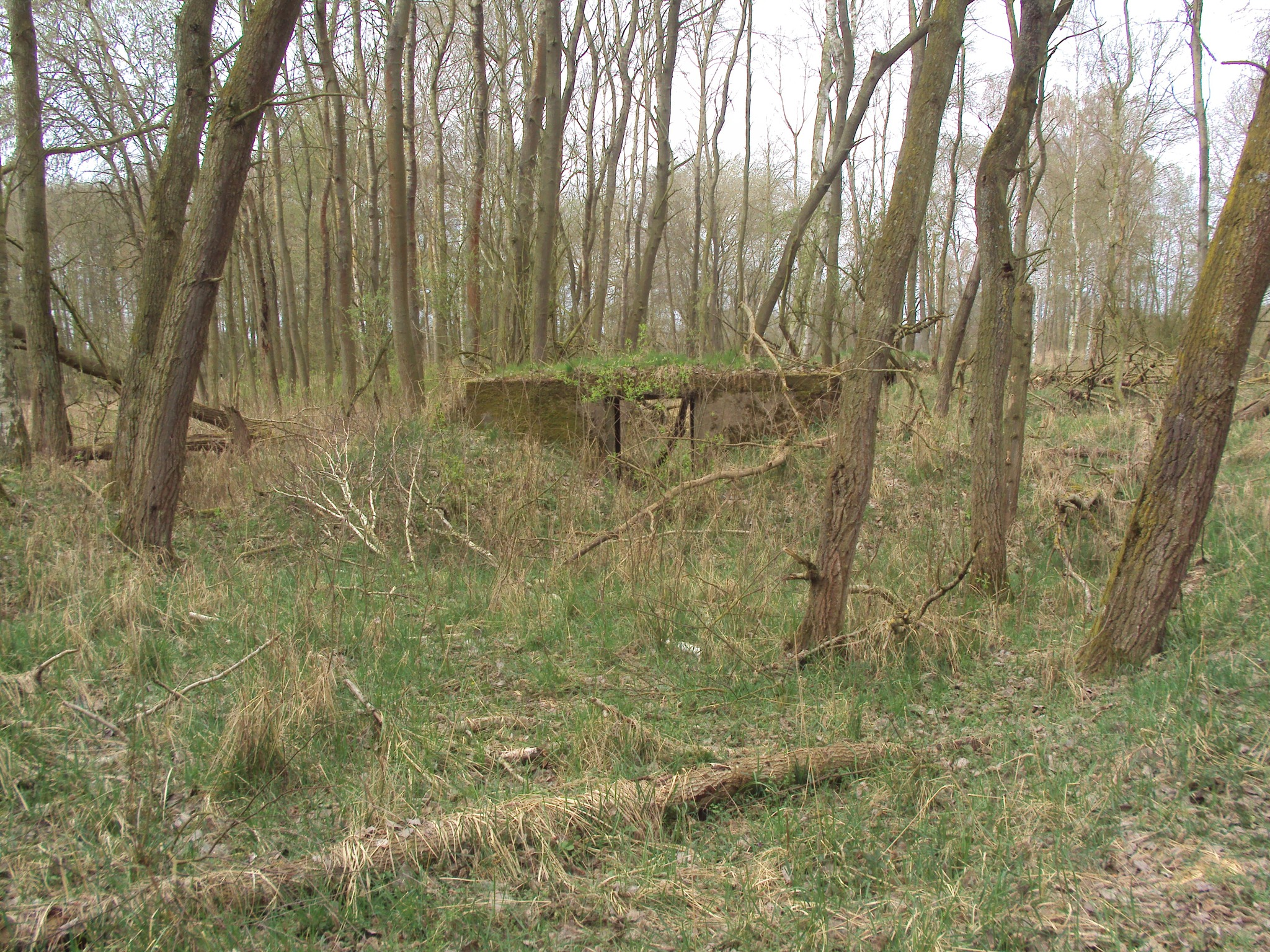
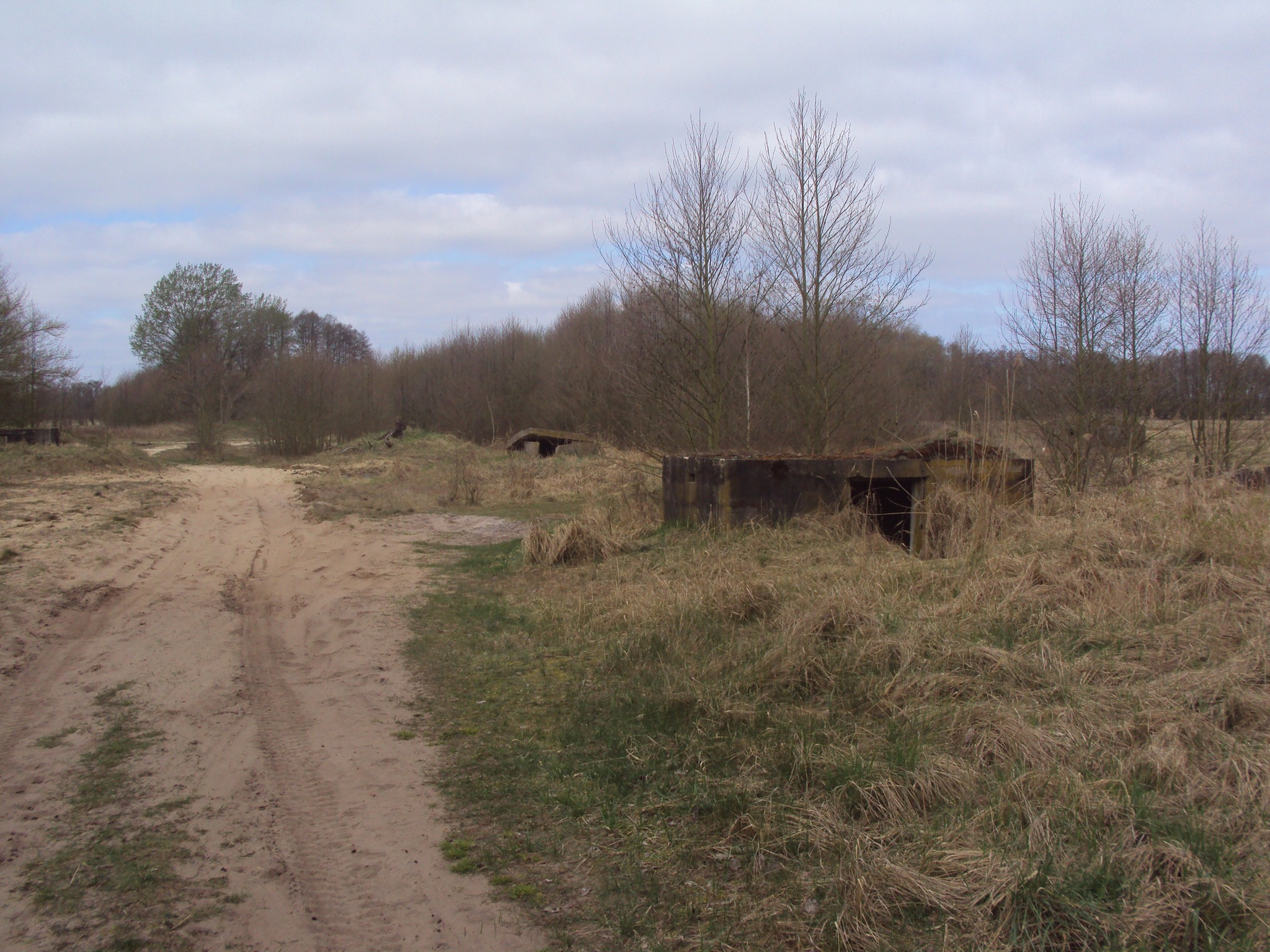
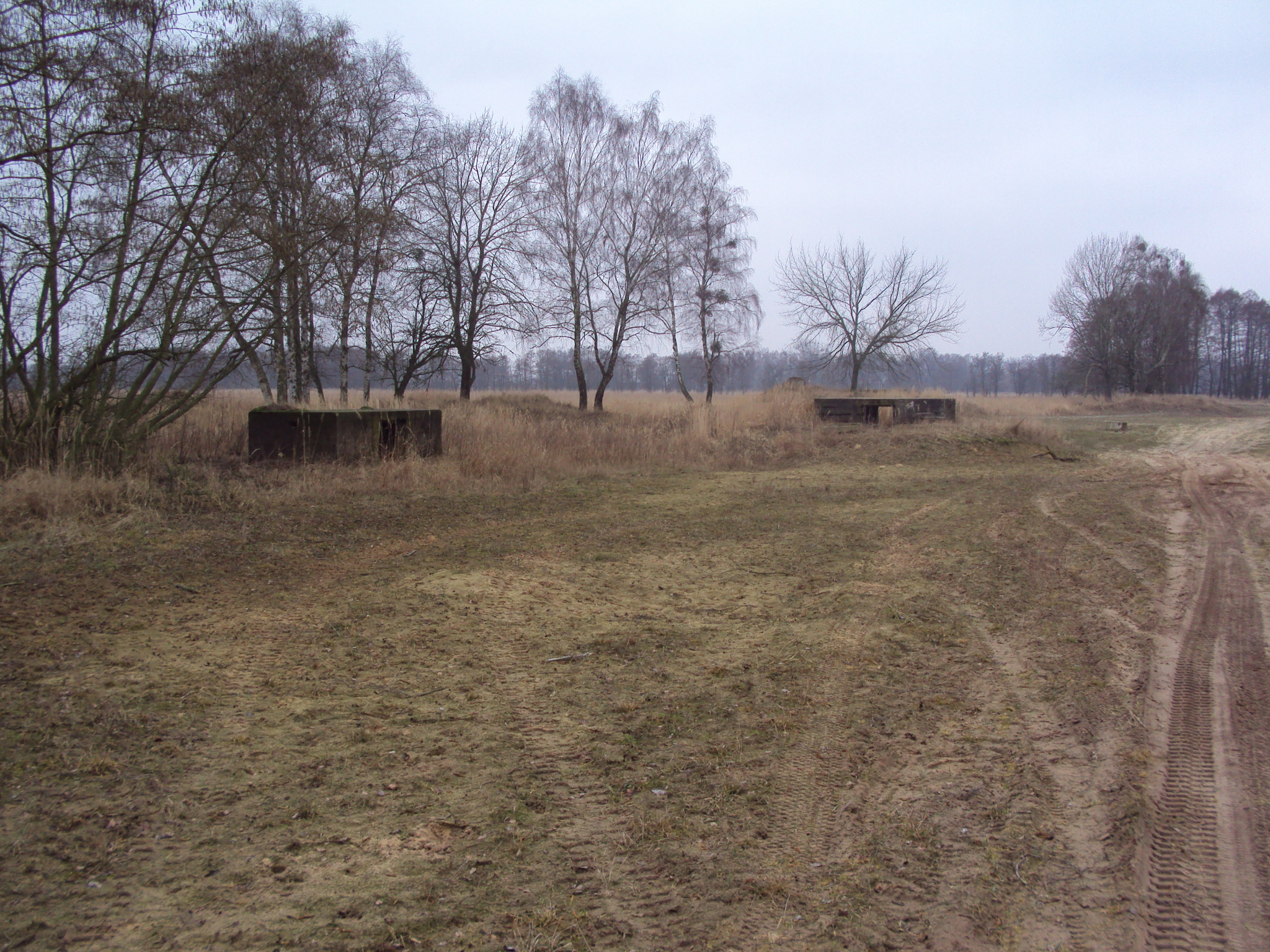
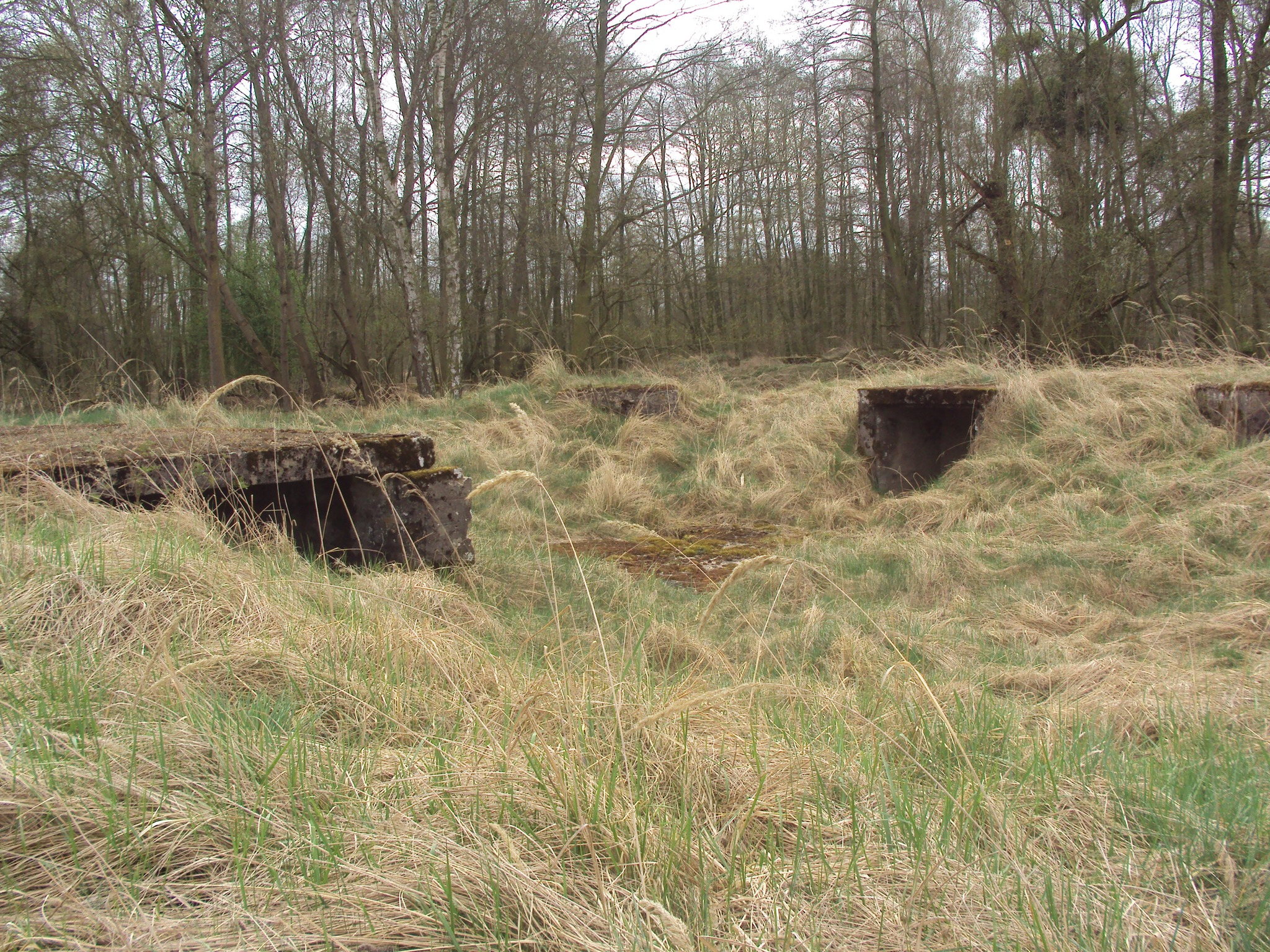